# Le Grandi Firme
Le Grandi Firme o semplicemente Grandi Firme fu una rivista italiana edita tra il 1924 e il 1939.

## Storia

### Prima serie
Il periodico nasce nel 1924 a Torino. Il fondatore, Pitigrilli, ne è anche il direttore: una sorta di garanzia sulla qualità dei contenuti. La prima serie ha un formato "rivista"; in copertina compaiono solo la testata e il sommario, scritti come fossero tracciati a mano (le figure femminili disegnate da Boccasile, divenute celebri poi come "signorine grandi firme" apparvero nella seconda serie). Non vi sono illustrazioni. Sotto la testata appare il sottotitolo «Quindicinale di novelle dei massimi scrittori, diretto da Pitigrilli». Le pagine sono di regola tra le 48 e le 56. Come promettono il titolo e il sottotitolo, «Le Grandi Firme» ospita, oltre a rubriche a cura della redazione, novelle e racconti di scrittori all'epoca noti, italiani e stranieri (soprattutto francesi).
La selezione delle opere da pubblicare è curata dallo stesso direttore che, nel numero 10, invita i lettori a non inviare manoscritti alla redazione, segno della grande popolarità della rivista e dell'aspirazione di molti a pubblicarvi. Il genere letterario più presente e caratteristico è quello del romanzo umoristico (spesso a puntate) e della novella piccante e licenziosa. Nonostante (o forse per merito) dell'alone scandalistico che il genere piccante le procura, grazie alla capacità promozionale di Pitigrilli e all'accorta selezione degli autori, «Le Grandi Firme» diventa «la rivista alla moda della buona borghesia italiana». A due anni dalla sua uscita la rivista vende tra le 250.000 e le 300.000 copie. Il 15 dicembre 1926 Pitigrilli cede «Le Grandi Firme» agli stampatori (Cesare Mulatero e Adolfo Perrero), con cui è in società sin dalla fondazione della rivista. La riacquista nel 1929, quando torna anche formalmente alla direzione.

### Seconda serie
La seconda serie inizia il 22 aprile 1937 e termina il 6 ottobre 1938 per un totale di 75 numeri. È la serie più famosa grazie alle copertine, illustrate da Gino Boccasile e talvolta da Rino Albertarelli. A parte il direttore e la testata, cambia praticamente tutto: stampa in rotocalco, tecnica che favorisce la pubblicazione di immagini a colori, prezzo ridotto a un terzo (50 centesimi), nuova linea grafica, cambiamento di formato e diminuzione del numero di pagine. La proprietà è passata ad una società del gruppo Mondadori («Anonima Periodici Italiani») e il sottotitolo diventa: «Settimanale di novelle dei massimi scrittori diretto da Pitigrilli». Di fatto se ne occupa Cesare Zavattini (con la supervisione di Cesare Civita) che appone profonde modifiche al periodico. 
In questo periodo il tono si fa sempre più leggero e ammiccante, anche grazie alle procaci ragazze in abiti succinti e attillati che animano le copertine. Si tratta delle Signorine Grandi Firme. Nel 1938 si svolge la prima edizione del concorso Signorina Grandi Firme, uno dei primi concorsi di bellezza italiani. Ne risulta vincitrice Barbara Nardi, in seguito attrice di teatro e di cinema.
Nell'aprile 1938 Pitigrilli lascia la direzione a Cesare Zavattini (ma già nel settembre dell'anno prima il suo nome è scomparso dal sottotitolo). In settembre la rivista cade in un errore non voluto: la pubblicazione di un racconto in cui il protagonista è distrutto dalla fame. Il regime giudica il racconto disfattista e ne dispone la chiusura. L'ultimo numero (il 384) esce il 6 ottobre di quell'anno.

### Terza serie
Dal numero del 13 ottobre 1938 «Le Grandi Firme» diviene il sottotitolo di una "nuova" rivista, «Il Milione», che mantiene la linea grafica, la redazione e la direzione del precedente. I disegni delle famose figure femminili sono a cura di Rino Albertarelli. L'esperimento non ha una lunga vita: dopo solo 43 numeri, a fine luglio del 1939, chiude i battenti. La Mondadori ha messo in cantiere un nuovo periodico in rotocalco, «Grazia», e la testata «Le Grandi Firme - Il Milione» deve cedere il passo alla nuova creatura della casa editrice. Nell'ultimo numero della rivista, uno speciale uscito a soli due giorni di distanza dal precedente, la redazione dà l'addio ai lettori (anzi, l'arrivederci sul nuovo periodico).

## Autori pubblicati
Anni venti
Corrado Alvaro, Ugo Betti, Massimo Bontempelli, Libero Bovio, Anton Giulio Bragaglia, Roberto Bracco, Achille Campanile, Lucio D'Ambra, Ernesto Daquanno, Grazia Deledda, Matilde Serao, Annie Vivanti, Dino Falconi, Angelo Frattini, Guido Milanesi, Alfredo Panzini, Luigi Pirandello, Ferdinando Russo, Giuseppe Villaroel, Giuseppina Ferioli, Henri Duvernois, Alfredo Capus, Paul Laffitte, Leonida Andrejeff.
Anni trenta
Sandro Sandri, Ernesto Daquanno, Massimo Bontempelli, Lorenzo Gigli, Luigi Pirandello, Carlo Salsa, Ugo Betti, Leo Longanesi, Cesare Zavattini, Leonardo Sinisgalli, Leonida Répaci, Vittorio Gorresio, Luigi Chiarelli, Giuseppe Marotta, Gian Gaspare Napolitano, Arturo Tofanelli, Ercole Patti, Vitaliano Brancati, Alessandro Bonsanti, Vincenzo Talarico, Achille Campanile.

Fonte: Enzo Magrì, Un italiano vero: Pitigrilli, Baldini&Castoldi, Milano 1999.